# Oxyagrion hermosae
Oxyagrion hermosae là một loài chuồn chuồn kim trong họ Coenagrionidae.
Oxyagrion hermosae được Leonard miêu tả khoa học năm 1977.